# Raid de Makin
Seconde Guerre mondiale, 
Guerre du Pacifique
Batailles
Campagne des îles Gilbert et Marshall
- Raid sur les îles Gilbert et Marshall
- Raid de Makin
- Tarawa
- Makin
- Kwajalein
- Raid sur Truk
- Eniwetok

Japon :
- Raid de Doolittle
- Bombardements stratégiques sur le Japon (Tokyo
- Yokosuka
- Kure
- Hiroshima et Nagasaki)
- Raids aériens japonais des îles Mariannes
- Campagne des archipels Ogasawara et Ryūkyū
- Opération Famine
- Bombardements navals alliés sur le Japon
- Baie de Sagami
- Invasion de Sakhaline
- Invasion des îles Kouriles
- Opération Downfall
- Reddition du Japon

Pacifique central :
- Pearl Harbor
- Guam (1941)
- Wake
- Raid sur les îles Gilbert et Marshall
- Opération K
- Midway
- Opération RY
- Campagne des îles Gilbert et Marshall
- Campagne des îles Mariannes et Palaos
- Campagne des archipels Ogasawara et Ryūkyū
- Opération Inmate

Pacifique du sud-ouest :
- Nauru
- Invasion des Philippines (1941-42)
- Invasion des Indes orientales néerlandaises
- Opérations de l'Axe dans les eaux australiennes
- Raids aériens japonais sur l'Australie (1942-43)
- Opération Ke
- Campagne des îles Salomon
- Campagne de Nouvelle-Guinée
- Campagne des Philippines
- Campagne de Bornéo (1945)

Asie du sud-est :
- Invasion de l'Indochine (1940)
- Océan Indien (1940-45)
- Guerre franco-thaïlandaise
- Invasion de la Thaïlande
- Campagne de Malaisie
- Hong Kong
- Singapour
- Campagne de Birmanie
- Opération Kita
- Indochine (1945)
- Détroit de Malacca
- Opération Jurist
- Opération Tiderace
- Opération Zipper
- Bombardements stratégiques (1944-45)

Guerre sino-japonaise
Front d'Europe de l’Ouest
Front d'Europe de l’Est
Bataille de l'Atlantique
Campagnes d'Afrique, du Moyen-Orient et de Méditerranée
Théâtre américain
Le raid de Makin (17-18 août 1942) est une attaque des Marines américains contre les forces japonaises stationnées sur l'île de Makin (connue de nos jours sous le nom de Butaritari) dans l'archipel des Îles Gilbert dans l'océan Pacifique. Le but de cette opération est de détruire les infrastructures des Japonais, de collecter des renseignements sur la zone de l'archipel des Gilbert, et d'opérer une diversion alors que dans le même temps la bataille de Guadalcanal commence.
Il s'agit de l'une des premières opérations américaines d'offensive terrestre, les autres étant celles de la campagne de Nouvelle-Guinée, de la bataille de Guadalcanal et de l'opération Torch en Afrique française du Nord.

## Préparation et organisation
En été 1942, l'amiral Nimitz décide d'employer l'unité d'élite des Marine Raiders dirigée par le lieutenant-colonel Evans Carlson pour effectuer un raid de diversion en marge de la bataille de Guadalcanal.
Le choix se porte mi-juillet 1942 sur l'île de Makin dans les îles Gilbert à la fois relativement proche et jugée peu défendue contrairement à d'autres cibles envisagées, Wake, Attu ou Hokkaidō.
Les troupes ont moins d'un mois pour s'entrainer dont seulement un ou deux jours avec les sous-marins de transport.
Les deux sous-marins poseurs de mine de fort tonnage mis à disposition ne peuvent transporter la totalité des hommes des deux compagnies laissant 55 hommes (deux sections) à Hawaï. Le commandement de la force ainsi que la compagnie A et 18 hommes de la compagnie B (soit 121 hommes) sont embarqués à bord de l'USS Argonaut et le reste de la compagnie B (90 hommes) prend place dans l'USS Nautilus. L'ensemble des forces du raid est désigné sous le nom de Task Group 7.15. Le fils ainé du président américain, James Roosevelt fait partie du groupe comme commandant en second.
Le renseignement a été limité à une reconnaissance photographique aérienne le 24 juillet et les estimations de la garnison vont de symbolique à 350 hommes et la présence possible d'une batterie côtière. En réalité la garnison est organisée autour d'une petite station pour hydravions comprenant 3 personnels de maintenance, 4 météorologistes, 2 interprètes civils, divers services et une petite garnison de 47 hommes bien entrainés de fusiliers-marins avec quelques mitrailleuses commandée par un sous-officier soit 73 hommes cohabitant avec un petit groupe d’autochtones parlant un peu anglais (et un citoyen suisse.
La force américaine embarque le 8 août et, après un voyage dans des conditions étouffantes, mais sans incident, est en vue de l'ile le 17 août, soit dix jours après le début d'une importante opération américaine dans les îles Salomon dans le cadre de la bataille de Guadalcanal. Il est prévu que les Marines débarquent tout d'abord sur l'île de Butaritari se replient dans l'après-midi puis débarquent le jour suivant sur petite Makin.

## Déroulement des opérations

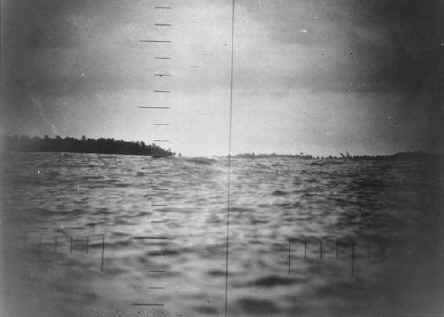
Makin vue depuis l'USS Nautilus

Lorsque les sous-marins font surface le 17 août, le temps est venteux et pluvieux et la mer agitée. Les Marines commencent à se lancer peu après minuit à bord de canots pneumatiques propulsés par de petits moteurs hors-bord de 6 ch mais l'eau inonde les canots et noie les moteurs dont les bougies ne sont pas protégées. Le commandant Carlson décide alors de changer de mode opératoire : au lieu d'effectuer le débarquement des deux compagnies séparément en deux points de l'île éloignés l'un de l'autre, il est décidé de regrouper l'assaut sur une seule zone mais un groupe de 12 Marines commandée par Oscar Peatross qui n'a pu être prévenu se retrouve isolée. L'arrivée des Marines se fait de manière assez chaotique mais sans perte, les embarcations dont le moteur est hors-service doivent être remorquées par les autres canots. Les Américains finissent de débarquer à 5 h 15. Cependant, le tir accidentel d'un fusil-mitrailleur BAR annule l'effet de surprise face à une garnison déjà mise en alerte à la suite de l'attaque de Guadalcanal. La garnison envoie un message radio signalant l'attaque dès 3 h 15.
À 6 h 00 les combats commencent et les Marines nettement plus nombreux et mieux dotés en armes semi-automatiques et automatiques prennent rapidement le dessus sur une garnison japonaise qui inflige des pertes avec quelques mitrailleuses et des tireurs d'élite mais s'épuise en plusieurs charges Banzai, des tireurs d'élite harcelant encore les Américains pendant plusieurs heures. Les estimations fournis alors par les autochtones évaluant la garnison de 83 à 160 hommes, Carlson pense que les Japonais ont encore les moyens de l'attaquer et il reste sur la défensive. Le Nautilus bombarde le lagon en tir indirect et aurait détruit deux navires japonais (ce qu'infirme les archives japonaises et le JANAC).
À 9 h 00 le groupe isolé tombe sur les arrières des Japonais; il en abat plusieurs, dont probablement Kyuzaburo Kanemitsu, le sous-officier commandant la garnison (qui a néanmoins le temps de détruire les documents confidentiels et d'envoyer un ultime message radio), et détruit les radios ainsi qu'un camion de munitions au prix de trois tués et deux blessés. Ne parvenant pas à prendre contact avec les autres Marines, le groupe se replie conformément au plan initial et rembarque le soir.
À 10 h 30 un premier avion de reconnaissance japonais survole l'ile. À 13 h 30 douze avions japonais attaquent les Marines sans infliger de pertes mais deux hydravions Mitsubishi F1M sont détruits (abattus selon les Marines, à la suite de pannes selon les Japonais).
Cela conforte Carlson dans une position défensive craignant une autre attaque japonaise et l'arrivée de renforts par air.

## Évacuation

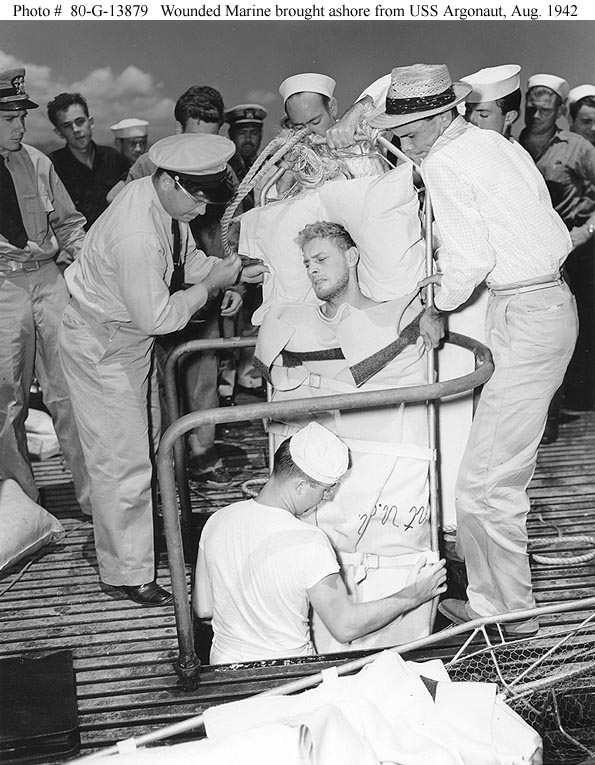
Un Marine blessé lors du raid de Makin est soulevé sur l’USS Argonaut (SM-1) pour être amené à terre à Pearl Harbor, le 26 août 1942.

À 19h30, le retour vers les deux sous-marins commence, mais le manque de moteurs et les déferlantes ne permettent d'évacuer que 93 hommes. L'évacuation est interrompue à 23h30.
À ce moment, une centaine d'hommes vivants (certains isolés), dont Carlson et Roosevelt, sont encore à terre et seuls 20 hommes de l'arrière-garde sont encore pleinement armés et en forme. Carlson, dont la situation est très précaire et ne peut que se détériorer, et qui ignore que la garnison japonaise n'est plus en état de se battre, rédige alors une demande de reddition mais le messager japonais est abattu par un Marine qui ignorait sa mission. Le message sera par la suite utilisé par la propagande japonaise.
Cinq hommes réussissent encore à rejoindre les sous-marins dans la nuit, suivis le lendemain matin à 8h00 par 21 autres, dont Roosevelt; Cependant à 9h00, cinq Marines partent d'un sous-marin pour tendre une corde jusqu'à la plage pour faciliter le transfert, mais une attaque aérienne force les sous-marins à plonger et les cinq Marines sont présumés morts, alors qu'ils parviennent à gagner l'ile mais sont totalement isolés.
Les patrouilles et les autochtones semblant indiquer à Carlson que la garnison est anéantie (ce qui est inexact, mais ce qu'il en reste a fui au nord), celui-ci repart à l'intérieur de l'ile, détruit la station d'hydravion notamment le carburant et constate l'absence de batterie côtière. Il échafaude un plan de fuite par le lagon, où les vagues seront moins fortes, et en informe le Nautilus qui entre dans le lagon et recueille entre 20h30 et 23h30 72 Marines supplémentaires qui ont construit notamment un radeau de fortune.
Pendant ce temps, le 18 au matin, un avion japonais a établi le contact avec les survivants. Le 20 au matin, 35 renforts japonais débarquent de deux gros hydravions, suivis par d'autres troupes le lendemain. 9 Américains oubliés sur place lors du repli, ou retournés sur l'île durant les opérations d'évacuation (dont les cinq ayant tentés de tendre une corde vers l'ile), parviennent à échapper aux troupes japonaises jusqu'au 23 août avec la complicité des Gilbertins, mais finissent par se rendre.
Les sous-marins atteignent Hawaï le 27 aout. Un Marine obtient la Medal of Honor à titre posthume et des Navy Cross sont également obtenues notamment pour les 5 Marines ayant tentés de passer une corde à terre et capturés.

## Pertes
À l'arrivée à Hawaï, on compte 18 morts laissés à Makin et 12 portés disparus.
Parmi les disparus, un est identifié parmi les 19 corps des soldats du raid à Makin exhumés d'une fosse commune en 1999. Les Japonais indiquent avoir trouvé 21 corps mais la sépulture des 2 derniers Marines n'est pas connue. On apprendra par la suite que 9 ont été capturés puis exécutés.
Le commandant des marines américains dénombre 83 corps japonais et estime que la totalité de la garnison soit 160 Japonais sont morts pendant le raid, se fondant sur les témoignages des habitants de l'île. D'autres Japonais sont aussi considérés comme morts lors de la destruction de deux bateaux et deux gros hydravions. Morison rapporte que 60 soldats disparaissent lorsque l'un des navires coule.
En fait, seuls 46 hommes sont morts, 27 autres s'étant réfugiés dans le nord de l'ile. Deux hydravions monoplaces Mitsubishi F1M sont bien perdus mais selon les Japonais à la suite de pannes et leurs pilotes récupérés. Aucun navire japonais n'a été détruit.

## Crimes de guerre
Le 22 aout le capitaine Tsutomu Taniura, du service des sépultures de l'armée japonaise, constate que 6 à 15 cadavres japonais portent des traces suspectes en particulier sur les parties génitales (références provenant d'un livre japonais d'une maison d'édition "nationaliste" sujet à caution donnant plusieurs approches partiales)  .
Les 9 prisonniers américains sont bien traités (références du livre japonais sujet à caution donnant plusieurs approches partiales) . et envoyés sur l'atoll Kwajalein.
Il est d'abord prévu de les envoyer au Japon mais cela n'est pas fait et devant l'avance alliée, Kōsō Abe qui en a la charge demande à plusieurs reprises des instructions au quartier général au Japon sans obtenir de réponse. Finalement il donne l'ordre, discuté par ses subordonnés, de les exécuter. Ils sont décapités le 16 octobre 1942 en sa présence.
Abe sera exécuté pour ce crime de guerre en 1947 et deux de ses subordonnés condamnés à 10 et 5 ans de prison.

## Bilan et effets du raid
Bien que les Marine Raiders parviennent à annihiler la garnison japonaise de l'île, le raid ne parvient pas à atteindre ses autres objectifs, aucun prisonnier japonais n'est fait et aucun renseignement d'importance n'est collecté. De plus, la manœuvre de diversion ne fonctionne pas puisque les Japonais conscients de la portée limitée du raid ne détournent pas de forces importantes et restent concentrés sur la bataille de Guadalcanal dans les Îles Salomon.
Cette attaque aura aussi pour effet de mettre en lumière la vulnérabilité de la défense japonaise dans les îles Gilbert, ce qui conduira ces derniers à renforcer considérablement leur présence dans cet archipel. Ce qui aura pour effet de rendre très difficile la prise de ces îles lors de l'opération Galvanic. Le raid conduira aussi les Japonais à occuper Nauru et Ocean island.
Cependant, la mission permet de tester l'efficacité des tactiques des Marines raiders et de remonter le moral des troupes.

## Dans la culture populaire
- Un film relatant le raid est produit à Hollywood en 1943 Gung Ho!: The Story of Carlson's Makin Island Raiders.
- L'attaque est reconstituée dans le jeu vidéo Call of Duty: World at War au premier niveau dans le mode campagne,
- On le retrouve aussi dans le jeu Medal of Honor : Batailles du Pacifique.
- Il est relaté dans le roman « Call To Arms » écrit par W. E. B. Griffin.